# 毛光熙
毛光熙（1906年12月11日—2005年11月），浙江玉环县楚门区密溪乡（现楚门镇）山里村人，中华民国政治人物，第一屆中華民國國民大會代表。毛止熙之弟。

## 生平
早年聘玉环秀才陈子英在家专授课业，之后转至楚门养正书院就读，之后抵达杭州就读于宗文中学、及上海震旦大学预科，之后考入上海法学院，毕业后获政治学士学位。1932年出国，由上海乘船至法国马赛，留学比利时鲁汶大学法学院，攻读政治外交，精通法文，获政治外交硕士学位。
1936年回国。1937年抗日战争爆发后，在家乡任玉环县抗日动员委员会副主任委员，从事抗日活动。1938年，《温州日报》创刊，任国际版编辑兼写社论。同年秋，任第三战区政治部设计委员兼《前线日报》电讯组主任，不久升任总编辑。1942年，日军窜扰浙赣沿线，上饶沦陷，他随报社撒退至铅山、建阳等地。1943年，辞职返回故乡。后到上海和韩约渔、毛止熙三人合伙从事航运，经营150吨机动船“航琛”与70吨帆船“天益”。1948年，当选第一屆國民大會浙江省代表。1950年夏，由浙江省定海县去台湾。1986年，台北玉环同乡会改选，推荐毛光熙为荣誉理事长。1991年，作为资深民代退职国大代表。本世纪初回大陆定居于女儿毛露茜、女婿陆庆祥厦门及扬州家。外孙陆奇、陆斌生活工作于厦门。2005年11月，病故于福建厦门。